# Route nationale 552
Die N552 war von 1933 bis 1973 eine französische Nationalstraße, die zwischen der N96 nordöstlich von Peyrolles-en-Provence und Castellane verlief. Ihre Länge betrug 99,5 Kilometer. Heute liegt an ihr Cadarache, wo der Kernfusionsversuchsreaktor ITER gebaut wird. Erneute Verwendung fand die Nummer N552 als Seitenast der N152, der von dieser zur Westtangente von Orléans verlief. Sie ist seit 2006 die Départementstraße 2552. 